# ゲンチアナ
ゲンチアナ
1. リンドウ科の植物の一種。学名Gentiana lutea。この意味で使われることが多い。本記事で説明する。
2. リンドウ属のラテン名Gentiana。

ゲンチアナ（健質亜那、羅: Gentiana、学名: Gentiana lutea）は、リンドウ科のヨーロッパに分布または栽培される多年草。夏に黄色の花を咲かせる。
根および根茎（若干、発酵させてから乾燥することが多い）は日本薬局方に収録されている生薬ゲンチアナである。非常に苦く、苦味健胃作用がある。

## 利用
伝統的な漢方方剤では使わないが、西洋薬と生薬を組み合わせた処方の胃腸薬によく配合されている。こうした胃腸薬は処方箋なしで購入できる身近なものが多い。また、漢方方剤で使われる龍胆と類似した生薬である。フランスのリキュール・スーズの原料である。またヨーロッパアルプス地方の蒸留酒・エンツィアン（ないしゲビルクスエンツィアン）はリンドウ科植物の根・根茎を原料としており、ゲンチアナを利用する場合がある。
スイス・ジュー渓谷では「ジャンシャン」（Gentian）と呼ばれ、茎を乾燥させて時計の部品を研磨するのに用いられる。